# 麻生慎介
麻生 慎介（あそう しんすけ、1985年3月26日 - ）は、広島県福山市出身の競艇選手。登録番号4292。身長165cm,体重52kg。血液型A型。94期。同期に古賀繁輝、小坂尚哉、中西裕子らがいる。

## 来歴
- 広島県立福山誠之館高等学校卒業。やまと競艇学校時代、リーグ戦勝率4.94（準優出4　優出3）の成績を残した。
- 2004年5月15日、宮島競艇場でデビュー。5月17日、初勝利（3走目）。
- 2009年1月20日、琵琶湖競艇場での新鋭王座決定戦競走にG1初出場。
- 2009年9月18日、宮島競艇場での｢第30回報知エキサイトカップ｣で初優勝（優出12回目）。
- 2010年1月22日、浜名湖競艇場での新鋭王座4日目でG1初勝利。
- 2017年3月13日、びわこ競艇場での「第60回秩父宮妃記念杯」においてG2初優勝。
- 2018年3月16日、浜名湖競艇場での「第53回ボートレースクラシック」にSG初出場。当時はSG出場選手では珍しいB1級の身であった。